# Tesla Rally

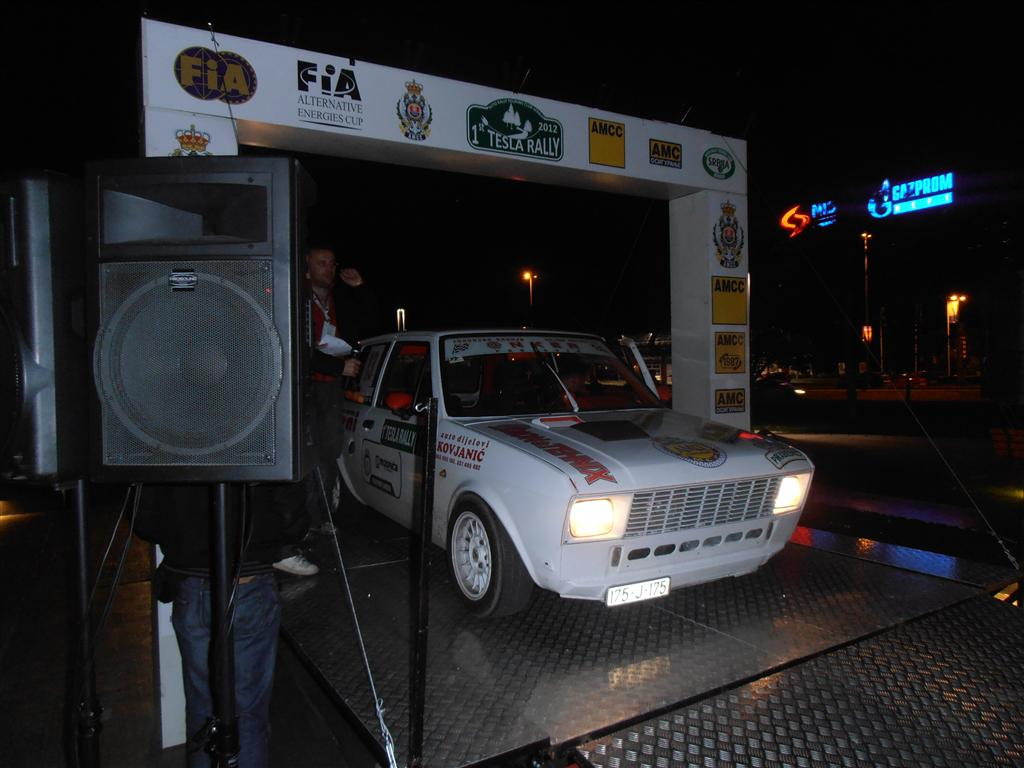
Zastava Yugo 65 al Tesla Rally, 27 ottobre 2012.

Il Tesla Rally, intitolato allo scienziato Nikola Tesla, è una competizione automobilistica con partenza e arrivo a Belgrado, riservata a veicoli alimentati tramite fonti di energia alternativa e inserita dal 2012 al 2014 nel programma del Coppa FIA energie alternative.

## Albo d'oro
| Edizione | Vincitore                                           | 2º classificato                                        | 3º classificato                                                |
| -------- | --------------------------------------------------- | ------------------------------------------------------ | -------------------------------------------------------------- |
| 2012     | Massimo Liverani (pilota) Fulvio Ciervo (co-pilota) | Guido Guerrini (pilota) Emanuele Calchetti (co-pilota) | Fulvio Maria Ballabio (pilota) Massimiliano Sorghi (co-pilota) |
| 2012     | Fiat 500 Abarth                                     | Alfa Romeo Mito                                        | Alfa Romeo Gtv                                                 |
| 2013     | Massimo Liverani (pilota) Fulvio Ciervo (co-pilota) | Guido Guerrini (pilota) Francesca Olivoni (co-pilota)  | Gregor Zdovc (pilota) Nenad Stojanović (co-pilota)             |
| 2013     | Fiat 500 Abarth                                     | Alfa Romeo Mito                                        | Toyota Prius                                                   |
| 2014     | Gregor Zdovc (pilota) Ana Ivanšek (co-pilota)       | Massimo Liverani (pilota) Fulvio Ciervo (co-pilota)    | Guido Guerrini (pilota) Isabelle Barciulli (co-pilota)         |
| 2014     | Toyota Prius                                        | Fiat 500 Abarth                                        | Alfa Romeo Mito                                                |